# Хоямбусибин
Хоямбусибин — река на острове Сахалин. Длина реки — 11 км. Площадь водосборного бассейна — 18 км².
Начинается к северу от урочища Северное Ботасино, течёт в юго-восточном направлении. Низовья реки заболочены. Впадает в залив Чайво напротив мыса Колембанч. В административном отношении протекает по Ногликскому району, пересекается автомобильной и железной дорогами Оха-Ноглики.

## Данные водного реестра
По данным государственного водного реестра России относится к Амурскому бассейновому округу.
Код объекта в государственном водном реестре — 20050000212118300000395.